# Helmut Dietachmayr
Helmut Dietachmayr (* 26. Juli 1942 in Linz) ist ein österreichischer Politiker (SPÖ). Dietachmayr war von 1990 bis 2002 Abgeordneter zum Österreichischen Nationalrat. 

## Ausbildung und Beruf
Dietachmayr besuchte von 1948 bis 1956 die Volks- und Hauptschule und erlernte im Anschluss bis 1959 den Beruf des Drehers. Er arbeitete in der Folge bis 1963 als Dreher in der VÖEST Linz und leistete 1963 den Präsenzdienst ab. Von 1964 bis 1972 war er als Jugendsekretär des ÖGB Oberösterreich beschäftigt, 1972 bis 1973 besuchte er die Sozialakademie der Kammer für Arbeiter und Angestellte für Wien in Mödling.
Er war daraufhin von 1972 bis 1998 Sekretär und anschließend Abteilungsleiter in der Kammer für Arbeiter und Angestellte für Oberösterreich in Linz und nahm von 1994 bis 1995 am Universitätslehrgang Management für Non-Profit-Organisationen an der Universität Freiburg in der Schweiz teil.

## Politik
Dietachmayr war als Obmann der Jugendvertrauensräte der VÖEST und als Landesobmannstellvertreter der Oberösterreichischen Gewerkschaftsjugend gewerkschaftlich aktiv. Seit 1980 ist er Gemeinderat von Leonding, zwischen 1982 und 1985 war er Stadtrat sowie von 1985 bis 1988 Dritter Vizebürgermeister. Er wurde 1989 zum Bezirksparteivorsitzenden der SPÖ Linz-Land gewählt und war ab 1990 Landesparteivorsitzender-Stellvertreter der SPÖ Oberösterreich. Ab 1987 war Dietachmayr zudem Mitglied des Bezirksschulrats-Kollegiums Linz-Land seit. 
Dietachmayr vertrat die SPÖ vom 5. November 1990 bis zum 19. Dezember 2002 im Nationalrat, wobei er bei der Nationalratswahl 2002 nicht mehr kandidierte. Dietachmayr war Vertriebenensprecher des SPÖ-Parlamentsklubs.

## Auszeichnungen
- 2001: Großes Goldenes Ehrenzeichen für Verdienste um die Republik Österreich[3]
- Ehrenzeichen des Landes Oberösterreich für Verdienste in der Jugendarbeit